# 什勒斯維希-霍爾斯坦邦旗
什列斯威-霍爾斯坦邦旗是一面三色旗，自上而下分別是藍、白、紅色條紋。這面旗幟設計於1843年。什列斯威-霍爾斯坦邦旗和南斯拉夫國旗的設計幾乎相同，並且和荷蘭國旗設計幾乎相反。